# François Louis Deforgues
François Louis Michel Chemin des Forgues, dit Deforgues, né à Vire le 29 septembre 1759, mort à Maincy (Seine-et-Marne) le 10 septembre 1840, est un homme politique français.

## Biographie
Fils de Jean Chemin des Forgues et d'Anne-Bertrande Thomas de La Marche, il vint à Paris à douze ans étudier au collège Louis-le-Grand puis à la faculté de droit. Selon Madame Roland, il aurait été clerc chez Danton, quand celui-ci était procureur au Parlement de Paris. Il aurait également été commis à la régie de l'octroi de Paris.
Membre de la commune insurrectionnelle de Paris, créée le 10 août 1792 et protégé par Danton, il fut nommé chef du bureau de l'illumination le 24 août et fut adjoint, le 2 septembre, avec Marat, au comité de surveillance de la commune. Le 3 septembre, il cosigna une circulaire du comité justifiant les massacres de Septembre et considérée comme un appel à imiter l'exemple de la « brave commune de Paris ». Plus tard, il protesta de son innocence, déclarant que son nom avait remplacé un autre. Le 30 thermidor an III (17 août 1795), il publia une brochure, intitulée : Deforgues à ses concitoyens (pour se défendre d'avoir participé aux massacres de Septembre), dans laquelle il affirmait n'avoir été adjoint à l'administration de police que le 14 septembre. Toutefois, selon Barthélemy Maurice, il a été rapporté qu'au pire moment, il fit incarcérer à l'Abbaye le citoyen Claude Sujet qui périt sur-le-champ.
Il fut secrétaire général au premier Comité de sûreté générale montagnard, dominé par Danton et Barère puis, à la demande de Jean-Nicolas Pache, fut nommé adjoint du ministre de la guerre Bouchotte, à la 5e division, le 9 mai 1793. Miot de Mélito, qui l'a connu, dit qu'il était « d'un caractère ferme et prononcé, avec de l'esprit et des lumières. Son origine aristocratique l'avait rapproché de Barère. »
Après le 2 juin, il fut nommé par la Convention au ministère des affaires étrangères au sein du Conseil exécutif, en remplacement de Lebrun-Tondu le 21 juin 1793, sur motion d'Hérault de Séchelles qui le présenta comme « un vrai républicain, un sans-culotte bien prononcé » et expliqua : « Deforgues a une tête bien organisée ; il aime l'ouvrage et en fait beaucoup. » En réalité, il ne s'occupa que peu de conduire les affaires diplomatiques. C'est en effet Barère qui eut la haute main sur la diplomatie de l'an II, dont il contrôlait étroitement les rouages. C'est ainsi que, à la demande de Barère, il fit recruter des agents du contre-espionnage britannique, tel Richard Ferris, les chargeant de missions pour l'Angleterre et l'Irlande. Son nom apparaît non seulement dans les papiers ministériels anglais — en particulier ceux de Lord Grenville — mais également dans la lettre adressée par le Foreign Office à Perrégaux lui demandant de payer Chemin-Deforgues — graphie adoptée sous la Révolution — pour favoriser le trouble et « pousser les Jacobins au paroxysme de la fureur ». Avec l'aval de Barère, il fut ainsi payé par le gouvernement britannique pour, entre autres, faire échec aux entreprises des Irlandais Unis et désorganiser les services par des recrutements intempestifs, comme s'y employait Bouchotte au ministère de la guerre.
Le 4 mars 1794, Hébert le dénonça aux Cordeliers en ces termes : « Un Deforgues qui tient la place de ministre des Affaires étrangères et que l'on appelle ainsi et que moi j'appelle ministre étranger aux affaires ! ». Le 13 germinal an II (2 avril 1794), il fut destitué et remplacé par Herman. Arrêté, il fut incarcéré au Luxembourg pendant quatre mois. Le 14 germinal, le mandat ordonnant son arrestation ayant été signé par Dubarran, Élie Lacoste, Vadier, Moyse Bayle, Robespierre, Prieur de la Côte-d'Or, Barère - son ami -, Saint-Just, Amar, Carnot et Collot d'Herbois, il écrivit à l'Incorruptible, n'attribuant qu'à lui son emprisonnement, par suite de son intimité avec Danton. Dans cette lettre, il se prévalait de la protection de Barère. Il fut libéré après le 9-Thermidor.
Sa détention attribuée aux « Robespierristes » l'exempta de rendre des comptes sur son administration déplorable, elle le « blanchit » en quelque sorte, et, ayant sur faire preuve de diplomatie pour ses propres intérêts, il fut nommé en octobre 1799, lors de l'invasion anglo-russe, ministre plénipotentiaire auprès de la République batave, où il assista puis succéda à Florent-Guiot. Il fut rappelé, après le 18 brumaire, et remplacé par Charles-Louis Huguet de Sémonville. Il vivait dans la retraite quand, en 1804, après la vente de la Louisiane aux États-Unis, il fut envoyé à La Nouvelle-Orléans comme commissaire des relations commerciales. Il passa cinq années dans ce pays, où il se maria. Lors de son voyage de retour, il fut capturé en mer par les Anglais, mais presque aussitôt relâché. Exilé à vingt lieues de Paris par Napoléon pour être rentré sans congé, il se retira en août 1815 à Maincy, où il mourut.

## Sources
- Notices d'autorité :   - VIAF
  - ISNI
  - BnF (données)
  - LCCN
  - GND
  - Belgique
  - WorldCat
- Olivier Blanc, Les Espions de la Révolution et de l'Empire, Paris, Perrin, 1995.
- Frédéric Masson, Le Département des Affaires étrangères sous la Révolution, Paris, 1989.
- Jacques Henri-Robert, Dictionnaire des diplomates de Napoléon, Henri-Veyrier, 1990, 366 p.
- Adolphe Robert, Gaston Cougny (dir.), Dictionnaire des parlementaires français de 1789 à 1889, Paris, Bourloton, 1889, tome 2 (de Defermon à Des Chapelières-Delacroix), p. 298.